# روجر مينر
روجر مينر (بالإنجليزية: Roger Miner)‏ هو قاضي ومحامي أمريكي، ولد في 14 أبريل 1934 في هدسون في الولايات المتحدة، وتوفي بنفس المكان في 18 فبراير 2012.

## وصلات خارجية
- روجر مينر على موقع إن إن دي بي (الإنجليزية)